# Chydorus sinensis
Chydorus sinensis är en kräftdjursart som beskrevs av Frey 1987. Chydorus sinensis ingår i släktet Chydorus och familjen Chydoridae. Inga underarter finns listade i Catalogue of Life.